# Angiotensina I (1-10)

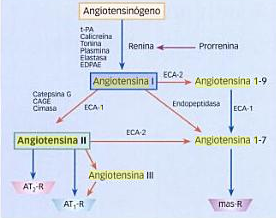
Sistema Renina-Angiotensina y derivados de la angiotensina I

La angiotensina I (1-10)  es un decapéptido con función hormonal que participa en el sistema renina-angiotensina (RAS) de acción endocrina, el cual está principalmente relacionado con el equilibrio de electrolitos y la presión arterial.

## Historia
En 1897 Robert Tigerstedt y Per Bergman inyectaron conejos con extractos de riñón de conejo,  notando un claro aumento en la presión de los mismos, se supuso que había una secreción causante de este efecto y se le denominó renina. Décadas después en 1934 el patólogo Harry Goldbatt formuló la hipótesis de que la isquemia de los riñones sería la principal razón por la cual la presión arterial se aumenta, para comprobarlo experimentó con perros, constriñendo sus arterias renales y consecuentemente la presión arterial aumentaba, pero comprobó que si lo experimentaba en otras arterias no había ningún efecto sobre la presión arterial. Goldbatt publicó sus hallazgos en The Journal of Experimental Medicine. 
Algunos años después en el año 1939, el grupo de investigación del Dr. Eduardo Braun-Menéndez (Argentina)  y el grupo de investigación del Dr. Irvin Page  (Estados Unidos) intentaron aislar la renina purificando los extractos de riñón. Fue entonces cuando se descubrió que la hipertensión no era causada por la renina en sí misma, sino que esta clivaba un péptido sanguíneo que era el que causante de la hipertensión, el cual se denominó angiotensina. 
Posteriormente, el bioquímico Leonard Skeggs descubrió que había dos tipos de angiotensina. 
A continuación, la angiotensina I actúa como substrato de la enzima convertidora de angiotensina (ECA) presente en el lecho pulmonar y la cual elimina el dipéptido terminal C (Histidina-Leucina) dando origen a la a angiotensina II que es un potente vascosntrictor resultando en un aumento de la presión.
Además de las dos enzimas básicas del sistema (RAS), renina y ECA; se han descrito otras enzimas que actúan sobre los dos tipos de angiotensina para dar origen a otras vías alternativas del sistema (RAS) mediante péptidos bioactivos. Entre estas cabe resaltar: Catepsina G, quimiotripsina, tonina, ECA 2, y t-PA. 
Recientemente se ha descrito la existencia una segunda enzima convertidor de angiotensina (ECA-2), dicha enzima es expresada inicialmente en el endotelio del corazón, las células epiteliales de los túmulos en el riñón, el tracto gastrointestinal y los pulmones. La ECA-2, tiene la función de convertir la angiotensina I en angiotensina 1-9 eliminando el péptico terminal Leucina. Se considera que la angiotensina 1-9 es inactiva y su función biológica aún no está claramente definida, pero estudios en ratas demuestran que potencia la vasoconstricción mediada por la angiotensina II. Adicionalmente, tanto en humanos como en ratas el nivel de angiotensina 1-9 en plasma es el doble que el de angiotensina II y la primera se acumula en organismos que han sido tratados con inhibidores de ECA. 
Uno de estos pépticos bioactivos es la angiotensina (1-7), la cual es derivada de la angiotensina I y se forma por la acción de endopeptidasas. Este péptido también se puede originar a partir de la angiotensina II por la acción de la ya antes mencionada ECA-2. A la angiotensina (1-7) se le atribuyen funciones de hormona paracrina que ejerce como inhibidor de las acciones de la angiotensina II, por tanto se considera un vasodilatador que genera consecuentemente una disminución de la presión arterial.

## Importancia clínica
La angiotensina I reviste de gran importancia clínica, puesto que es un indicador de la actividad de la renina plasmática(PRA).
Los valores de la angiotensina I se miden en plasma, el cual es incubado a 37 °C y se añade angiotensinogeno posteriormente como substrato de la renina presente en el plasma. Finalmente, se mide la cantidad de angiotensina I producida y se le descuenta la que estaba previamente en el plasma.  Los valores normales de angiotensina I cuando se toma la muestra del paciente de pie es 0,45-1,25 ng/ml y cuando se toma la muestra del paciente acostado de 0,2-0,55 ng/ml. 
La prueba de angiotensina I se prescribe para pacientes que se sospecha sufren de hipertensión o hipertensión renovascular como un soporte de diagnóstico. Otra de las aplicaciones clínicas es para comprobar que el riñón esté funcionando normalmente tras una cirugía renal para corregir algún daño o defecto.